# Santa Cruz de Mompox
Santa Cruz de Momplox (či pouze Mompox) je kolumbijské město nacházející se na levém břehu jednoho z ramen řeky Magdalena v departementu Bolívar, zhruba 200 km od přístavů Cartagena a Barranquilla. Ve městě žije 40 000 obyvatel. Zdejší ekonomika je založená na rybolovu a turismu, město je známe i pro své zlatnické dílny.
Založeno bylo v první polovině 16. století španělskými kolonizátory. Díky svému umístění na břehu nejdůležitější vodní cesty v Kolumbii hrálo město v koloniálním období výraznou roli v osidlování vnitrozemí a růstu komunikace a obchodu s ním. Město je jedinečnou ukázkou urbanistického řešení španělského koloniálního města a říčního přístavu. Hlavní síť komunikací je vedena pravoúhle v podélném a příčném směru k řece. Na břehu se nacházejí 3 náměstí a několik kostelů a konventů (augustiáni, dominikání, františkáni, jezuité). Od roku 1995 figuruje na seznamu světového kulturního dědictví UNESCO.

## Fotogalerie

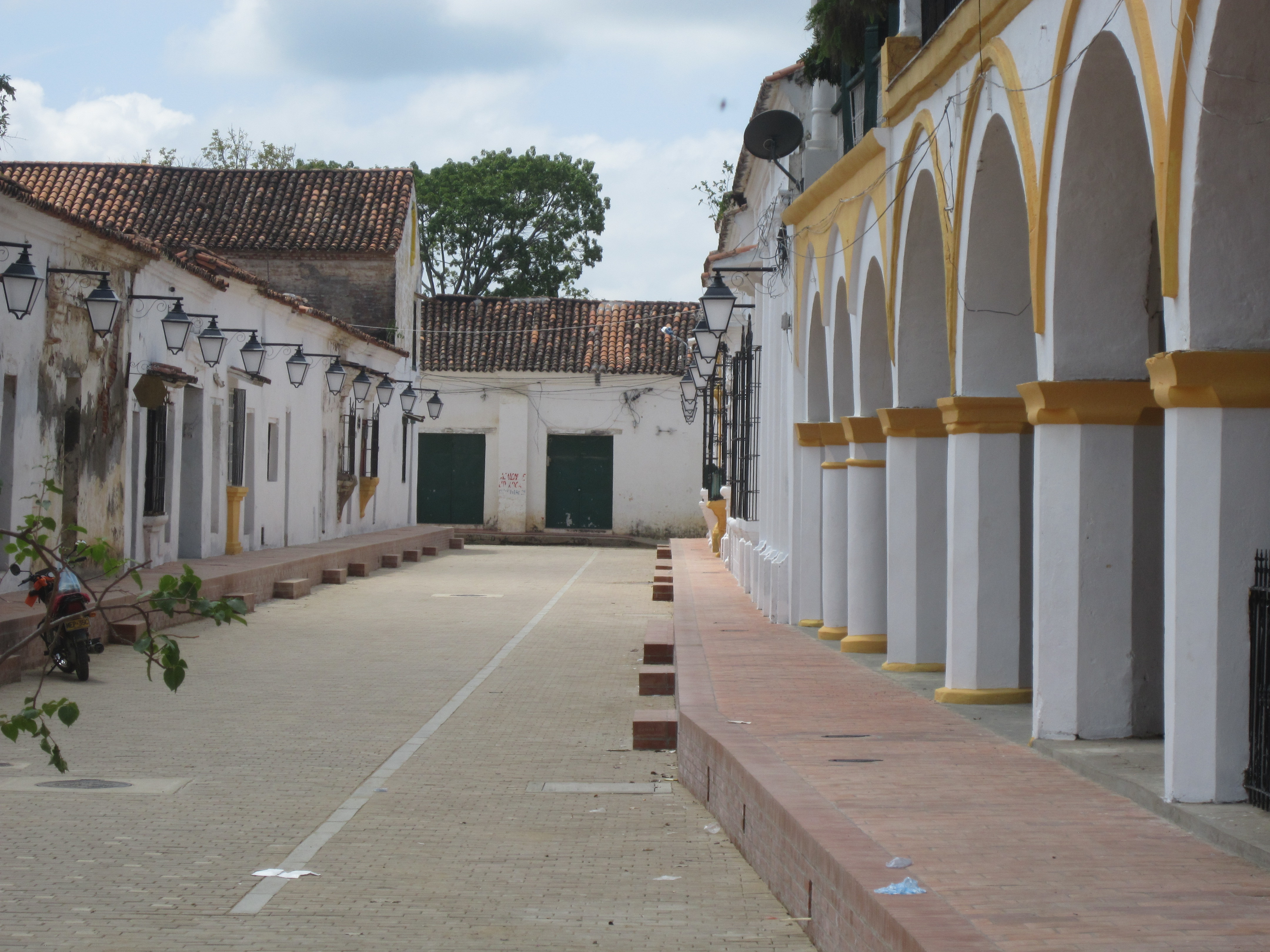
jedna ze zdejších ulic
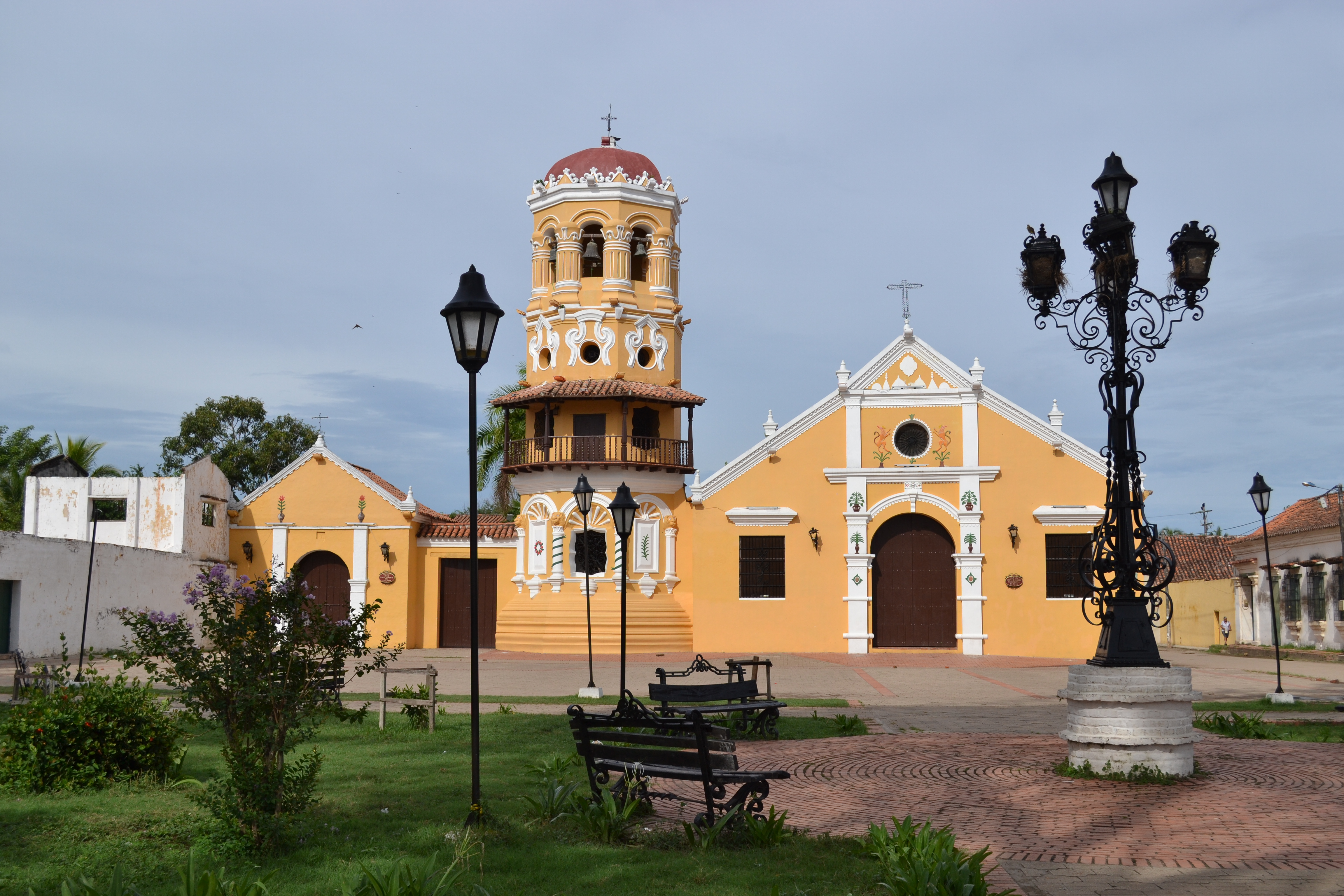
kostel Santa Barbara
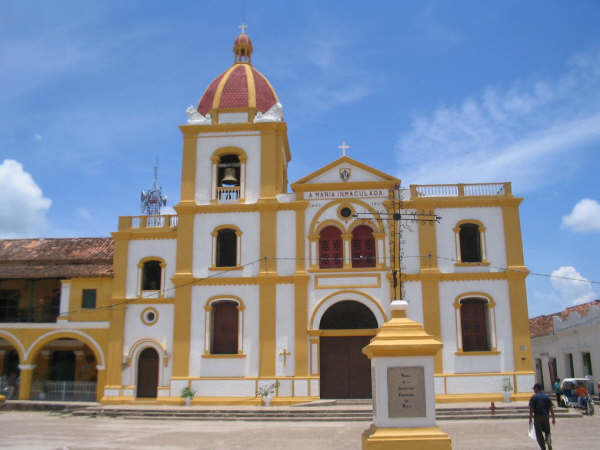
zdejší katedrála
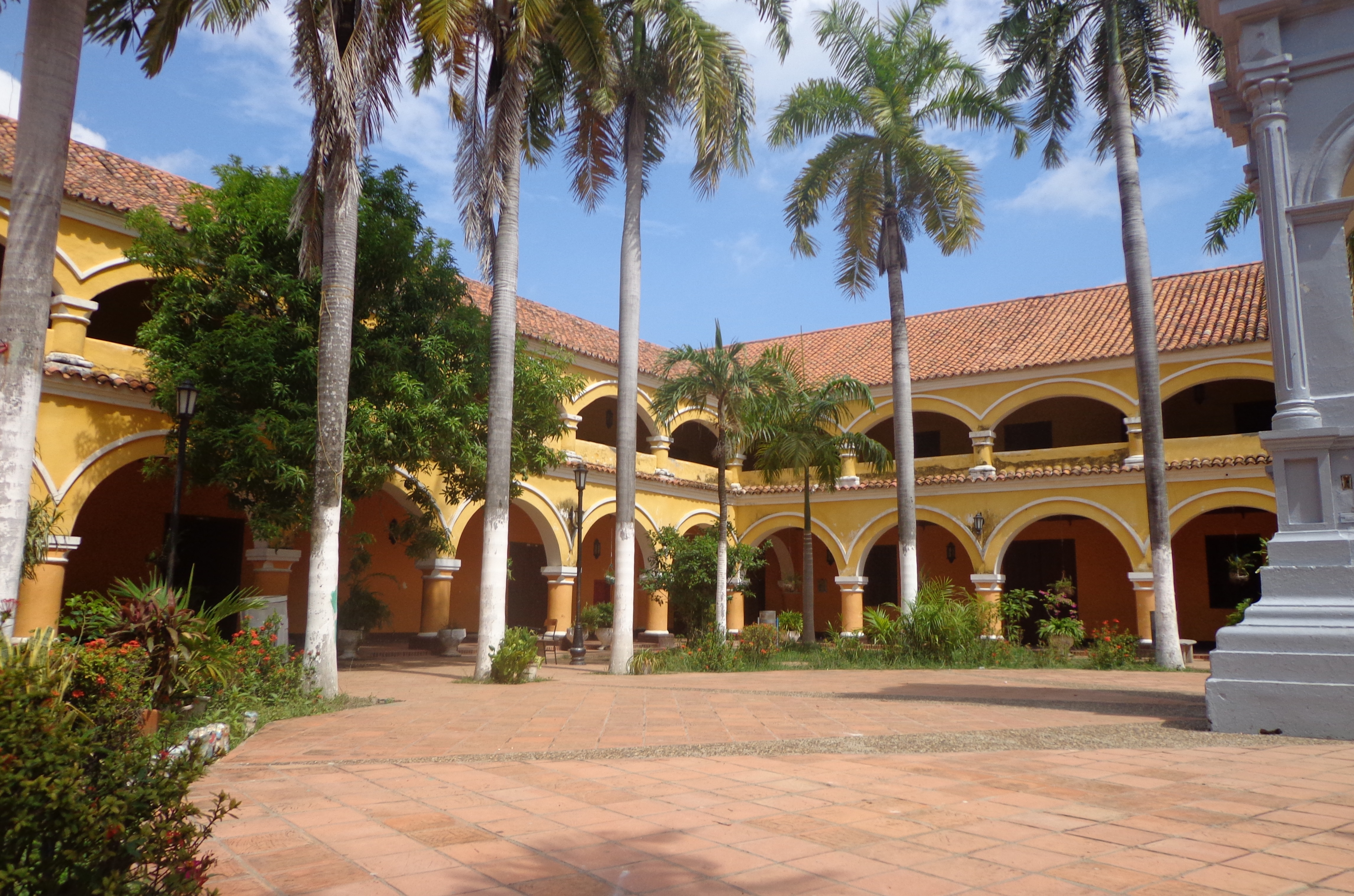
Colegio Pinillos
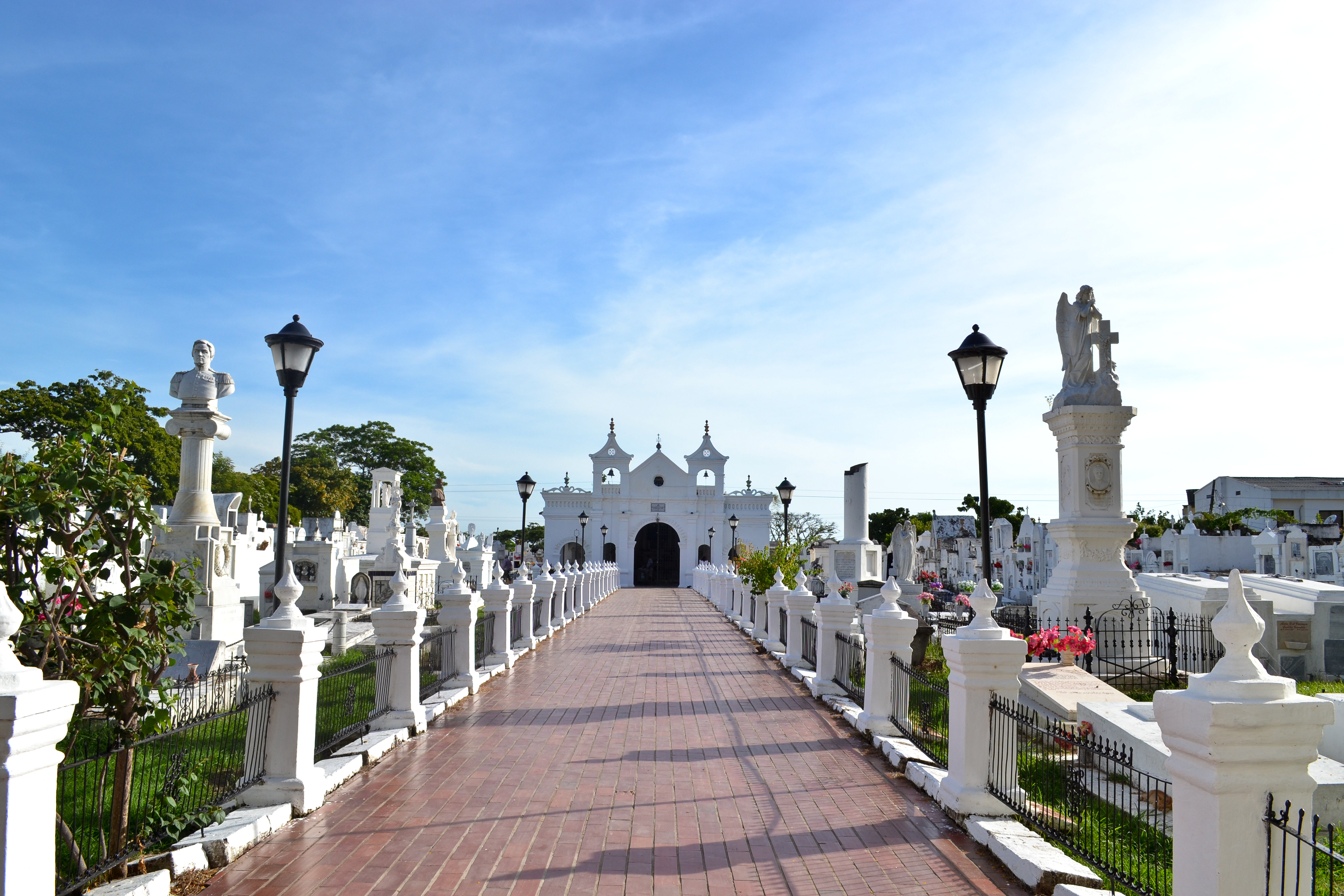
zdejší hřbitov